# La Landec
La Landec är en kommun i departementet Côtes-d'Armor i regionen Bretagne i nordvästra Frankrike. Kommunen ligger i kantonen Plélan-le-Petit som tillhör arrondissementet Dinan. År 2022 hade La Landec 749 invånare.

## Befolkningsutveckling
Antalet invånare i kommunen La Landec
Referens:INSEE